# Тушети (национальный парк)
Национальный парк Тушети (груз. თუშეთის ეროვნული პარკი) — национальный парк на северо-востоке Грузии, в Ахметском муниципалитете региона Кахети, занимая 830 км2 из 969 км2 исторической области Тушети.

## Флора
Горно-лесной пояс в его верхней части представлен сосной Сосновского и берёзой Литвинова в диапазоне высот от 1650—1900 метров над уровнем моря. Субальпийский пояс подымается выше (до 2500—2550 метров над уровнем моря), где лесная растительность представлена той же формацией. Сосна Сосновского (Pinus sosnowskyi) отличается геоботаническим разнообразием. Она здесь представлена большой группой ассоциаций, среди которых выделяются типичные северные (бореальные) ассоциации, а также ассоциации, свойственные кавказским сосновым ассоциациям. На северных склонах преобладают берёзовые леса, а склоны экспозиции переходят на север. Березовые леса представлены двумя группами ассоциаций: рододендрон кавказский (Rhododendron caucasicum) и березняк травянистый (Betuleta herbosa). В субальпийском и альпийском поясах широко распространены луга (сенокосы и пастбища), также широко распространён рододендрон кавказский (выше 2300 м). На склонах Северной экспозиции в субальпийском поясе (верхняя подзона лесной зоны) распространены можжевельник длиннолистный (Juniperus oblonga), можжевельник обыкновенный (Juniperus communis), можжевельник казацкий (Juniperus sabina). Высокая трава встречается в виде небольших участков и фрагментов на северных склонах, плоскостях и впадинах. Высокогорные луга фитоценологически разнообразны. Особенно распространенными являются белоус торчащий (Nardus glabriculmis), овсяница изменчивая (Festuca varia), различные виды манжетки (Alchemilla), сиббальдия мелкоцветная (Sibbaldia parviflora), осока печальная (Carex tristis). В субнивальном высотном поясе (свыше 3000 м над уровнем моря) открытых фитоценозов не нашли (растительность каменистых и скалистых мест), в то время как в относительно благоприятных условиях можно увидеть небольшие участки и фрагменты альпийских лугов: овсяница изменчивая (Festuca varia), сиббальдия полуголая (Sibbaldia semiglabra), вероника мелкая (Veronica minuta), ясколка пурпурная (Cerastium purpuraglens). Под защитой в парке находятся: сосна Сосновского (Pinus sosnovkji), берёза Радде (Betula raddeana), берёза Литвинова (Betula litvinovii).

## Фауна
Из найденных в парке млекопитающих примечателен находящийся под охраной анатолийский леопард, он находится на грани полного исчезновения (CR). Из семейства полорогих есть восточнокавказский козёл (Capra cylindricornis), безоаровый козёл (Capra aegagrus) и кавказская серна (Rupicapra rupicapra caucasica), численность которых уменьшается на Кавказе повсеместно. Из других копытных животных здесь водятся европейская косуля (Capreolus capreolus) и кабан (Sus scrofa). Помимо анатолийского леопарда хищники представлены рысью, дикой кошкой, волком и бурым медведем. Из других хищников, находящихся под угрозой исчезновения кавказская выдра (Lutra lutra meridionalis). Орнитофауна включает в себя сокола, беркута, из редких видов присутствуют бородач, кавказский тетерев (Tetrao mlokosiewiczi), кавказский улар (Tetraogalus caucasica). Из рептилий примечательна кавказская гадюка (Vipera kaznakovi), вымирающий вид (EN), эндемик Кавказа.

## Интересные факты
- 24 октября 2007 года Министерство культуры, охраны памятников и спорта Грузии подало заявку на включение исторической области Тушети в список объектов всемирного наследия ЮНЕСКО в Грузии по критериям iv, v, vii, x[1].

## Трансфер
Национальный парк Тушети, как и сама историческая область, на территории которой расположен парк, находятся в труднодоступном горном районе. До него можно добраться по одной единственной дороге «Тушетская трасса» сообщением Пшавели — перевал Абано — Омало и длиной 72 км. Открыли трассу в 1975 году. До 1975 года в Тушетию можно было попасть только на вертолёте (что показано в кинофильме «Мимино»), гужевым транспортом или пешком. Движение по Тушетской трассе открыто с июля по сентябрь, поскольку на перевале Абано (высота 2 826 м) либо лежит снег, либо стекают потоки талой воды. Территория парка начинается после станции парковых рейнджеров (аналог российского егерского кордона). Конечным пунктом трассы является село Омало, главный и крупнейший населённый пункт во всей Тушетии. Село условно делится на Квемо Омало (Нижнее Омало) и Земо Омало (Верхнее Омало). В Квемо Омало находится административный комплекс «Национального парка Тушети» и центр для визитёров, предоставляющий услуги закусочной, гостиницы, а также аренды авто, лошади или туристического снаряжения. В центре предлагают пройти один из одиннадцати туристических маршрутов, которые охватывают большинство историко-культурных мест, осмотр природных ландшафтов и наблюдение за дикими обитателями парка. Основными функциями администрации парка являются обеспечение защиты, сохранения видового разнообразия флоры и фауны парка, обеспечение сохранности исторических памятников, а также поддержка интересов порядка пятидесяти кочевых общин.